# Humboldt County (Kalifornien)
Humboldt County ist ein County an der nordwestlichen Pazifikküste des US-Bundesstaates Kalifornien der Vereinigten Staaten. Der Verwaltungssitz (County Seat) ist Eureka, das im 19. Jahrhundert gegründet wurde.

## Geschichte

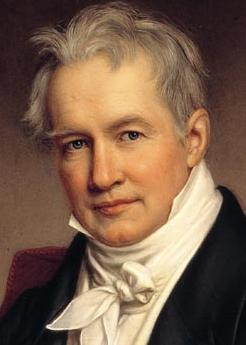
Alexander von Humboldt

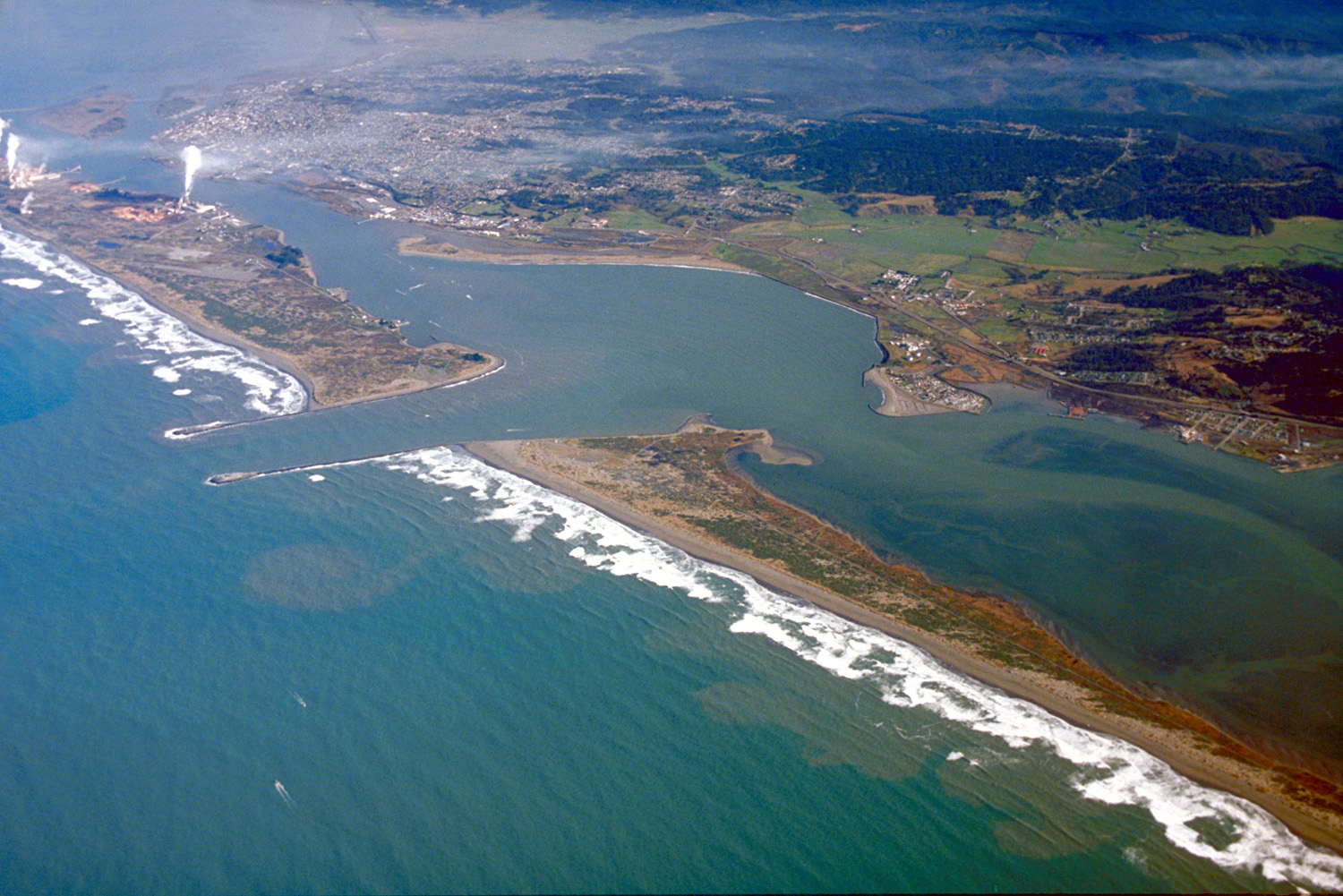
Die Humboldt Bay

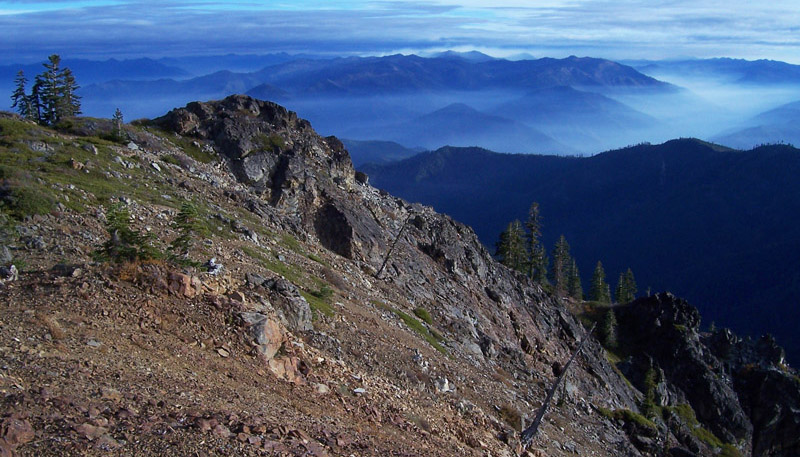
Blick vom Salmon Mountain über die Berge der Umgebung

Vor der Ankunft der Europäer wohnten in der Region die Wiyot, ein kleiner Indianerstamm.
Das County ist nach der gleichnamigen Bucht benannt, die selbst nach dem berühmten deutschen Naturwissenschaftler und Weltforscher des 18. Jahrhunderts Freiherr Alexander von Humboldt benannt wurde. Die Humboldt-Bucht wurde erst 1806 von einer Jagdgruppe entdeckt, die Seeotter fangen wollte. Bis 1849 kamen keine Weißen mehr. 1850 gaben Douglas Ottinger und Hans Buhne der Bucht ihren heutigen Namen. Genau zu diesem Zeitpunkt war der Mexikanisch-Amerikanische Krieg zu Ende. Kurz danach wurde Kalifornien Bundesstaat der USA, und man legte die Grenzen zwischen den verschiedenen Countys fest. Zuerst war die Gegend ein Teil des östlich gelegenen Trinity County, bevor 1853 der an der Küste gelegene Teil zum Humboldt County wurde.
In neuerer Zeit avancierte Humboldt County zu einem Teil des sogenannten Emerald Triangle. Neben Humboldt zählen zu dieser – stark von Marihuana-Anbau geprägten – Region die beiden benachbarten Counties Mendocino und Trinity. Etabliert wurden Anbau sowie Handel zunächst durch Aussteiger, welche sich nach dem Abebben der Hippie-Bewegung in dieser abgelegenen und gebirgigen Region niederließen. Aufgrund des von der Bundesregierung in die Wege geleiteten Anti-Drogen-Krieg zunehmend in die Illegalität gedrängt, etablierte sich in der Region seit den 1970er-Jahren zunehmend eine kriminelle Infrastruktur. Überregionales Aufsehen erzielten dabei speziell Fälle verschwundener Personen – in der Regel jüngere Männer und Frauen, die sich als Cannabispflücker in der Region verdingt hatten. Thematisiert wurden diese Strukturen unter anderem von zwei True Crime-Dokuserien: der Netflix-Produktion Murder Mountain und der Hulu-Serie Sasquatch.

## Fläche
Laut den Angaben der US-Volkszählungsbehörde hat Humboldt County eine Gesamtfläche von 10.495 Quadratkilometern, davon entfallen 1243 Quadratkilometer auf Wasserflächen, was einen Anteil von 11,84 Prozent darstellt.

## Orte im County
Im County gibt es sieben Städte („Citys“), die administrative Aufgaben wahrnehmen. Alle anderen Siedlungen liegen in gemeindefreien Gebieten (abgekürzt UIC für „Unincorporated Area“). Die größeren davon werden für statistische Zwecke gesondert ausgewiesen, diese werden bezeichnet als Census-designated place (CDP). Alle genannten Einwohnerzahlen beziehen sich auf die Volkszählung 2010.

### Citys
- Arcata
- Blue Lake
- Eureka (County Seat)
- Ferndale
- Fortuna
- Rio Dell
- Trinidad

### CDPs
| - Alderpoint - Bayview - Benbow - Big Lagoon - Cutten - Fairhaven - Fieldbrook - Fields Landing - Garberville - Hoopa - Humboldt Hill | - Hydesville - Indianola - Kep'el - Loleta - Manila - McKinleyville - Miranda - Myers Flat - Myrtletown - Orick - Phillipsville | - Pine Hills - Redcrest - Redway - Samoa - Scotia - Shelter Cove - Wautec - Weitchpec - Westhaven-Moonstone - Weott - Willow Creek |

### Lost Coast
Im Süden des Countys liegt an der Küste die fast unbewohnte Lost Coast. Darin liegt das Cape Mendocino, der westlichste Punkt Kaliforniens.

### Highway 101 entlang des South Folk Eel River
Der Highway 101, die küstennächste Fernverkehrsstraße, liegt hier bis zu 30 Kilometer von der Küste entfernt. An ihm liegen von Süd nach Nord folgende Orte:
- Benbow, ein CDP mit 321 Einwohnern, hat sich entwickelt aus dem 1926 eröffneten, nach der Eigentümer-Familie benannten Hotel Benbow. Zum von 1931 bis 2016 bestehenden Staudamm Benbow Dam siehe South Fork Eel River (Kalifornien).
- Garberville (CDP, 913 Einwohner)

- Redway (CDP, 1225 Einwohner), gegründet 1923, war ursprünglich ein Golfplatz, der in den 1960er Jahren geschlossen wurde. Der Ort liegt in einer Flussbiegung des South Folk Eel River am Redwood Drive, etwa zwei Kilometer vom Highway entfernt. Hier beginnt die Briceland Road zur Lost Coast.

- Vor Phillipsville beginnt die California State Route 254, für touristische Zwecke als Avenue of the Giants benannt, die parallel zum Highway 101 verläuft.
- Phillipsville (CDP, 140 Einwohner) hieß ursprünglich Philips Flat, benannt nach dem hier ab 1865 siedelnden George Stump Philips. Von 1883 bis 1912 gab es und seit 1948 gibt es hier ein Postamt. Eine Umbenennung in Kettintelbe, nach einem lokalen Siedlung indianischer Ureinwohner, wurde bei der Wiedereröffnung des Postamtes 1948 rückgängig gemacht.

- Miranda (CDP, 520 Einwohner). Die Herkunft des Namens ist ungeklärt, er wurde erstmals 1905 verwendet, als das noch heute bestehende Postamt öffnete. Die South Fork High School in Miranda ist die einzige reguläre High School des südlichen Humboldt County und wird von 150 Schülern besucht.

- Myers Flat (CDP, 146 Einwohner) ist benannt nach den ersten Siedlern, der Familie Myers. Der Ort liegt in einer Flussbiegung des South Folk Eel River und wurde 1964 von einem Hochwasser stark geschädigt.

- Weott  (CDP, 288 Einwohner) wurde stark beschädigt bei den Fluten von 1930, 1955 und 1964. Das gehäufte Auftreten hoher Fluten in Nordkalifornien ist eine Folge des Pineapple Express. Die stärkste Flut war die von 1964.[4][5]

- In Dyerville mündet der South Folk Eel River in den Eel River. Der Ort selbst, erstmals in den 1870er Jahren als Standort einer Fähre erwähnt, wurde 1955 von einer Flut komplett zerstört und nicht wieder aufgebaut.

### Highway 101 entlang des Eel River
- Redcrest  (CDP, 89 Einwohner)
- Pepperwood (UIC) wurde bei Flut von 1964 (siehe oben unter Weott) fast vollständig zerstört.
- Hinter Pepperwood endet die California State Route 254 (Avenue of the Giants), ab hier führt nur noch der Highway 101 am Eel River entlang.
- Stafford (UIC) wurde 1895 oder 1896 gegründet. Die Mühle des alten Holzsägewerkes wurde umgebaut und erfolgreich als Gasthaus betrieben. Bei der Flut von 1964 wurde sie zerstört.

- Scotia (CDP, 850 Einwohner), 1863 gegründet als Forestville und 1888 umbenannt, war eine Siedlung für Arbeiter der Pacific Lumber Company (PALCO). Diese blieb in Besitz der Siedlung bis zu ihrer Insolvenz im Jahre 2007.

- Rio Dell (City, 3368 Einwohner). Das erste Postamt im damaligen Eagle Prairie öffnete 1876, der Ort erhielt 1890 seinen heutigen Namen. Der Ort war mit Scotia durch eine Fähre verbunden, bevor 1914 erstmals eine Brücke gebaut wurde. Rio Dell ist seit 1965 eine Stadt.
- Fortuna ist eine Stadt (City) mit 11.926 Einwohnern.

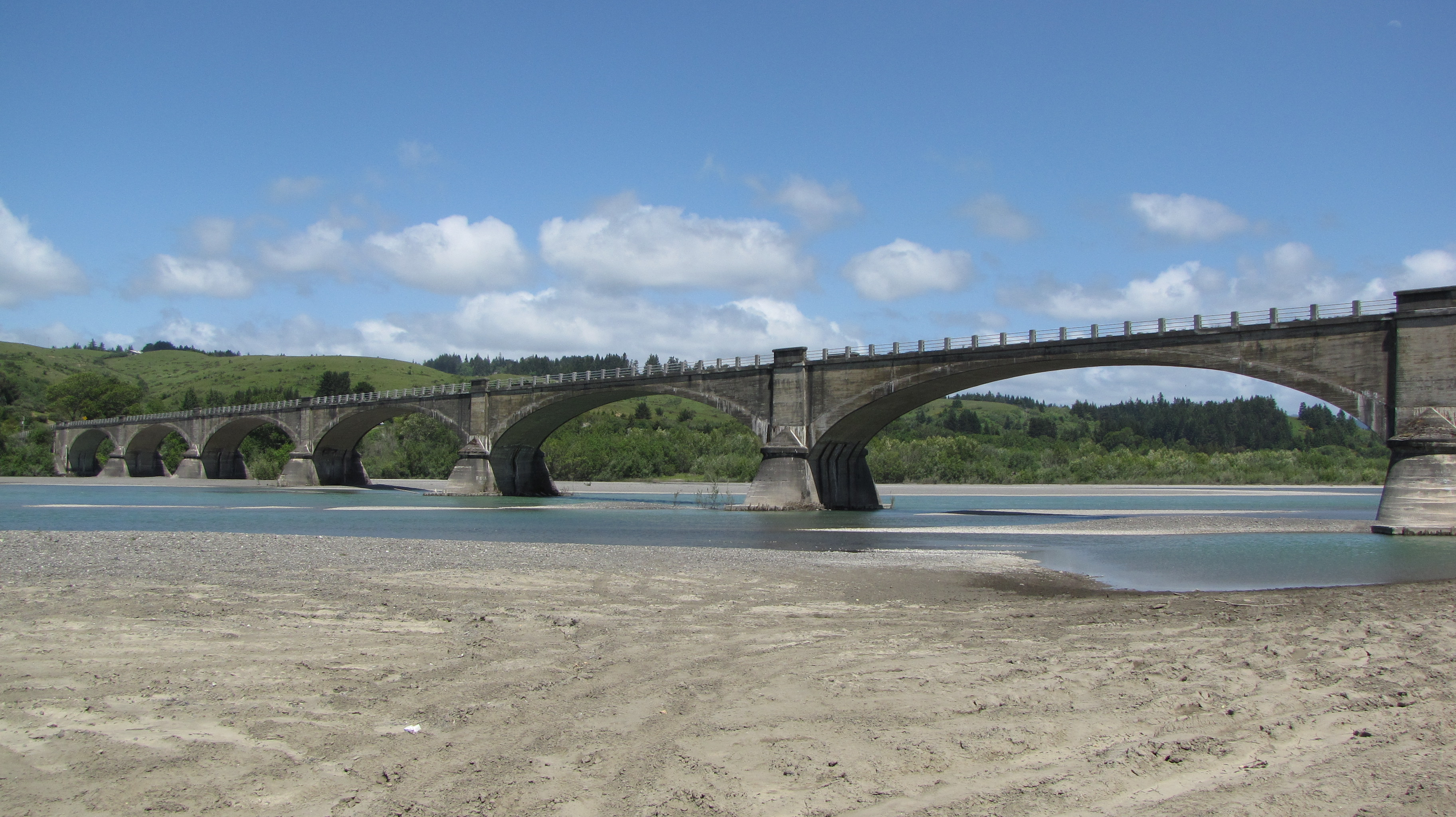
Die 1911 erbaute Fernbridge über den Eel River war bei ihrer Fertigstellung die längste Stahlbeton-Straßenbrücke der Welt.

- In Fernbridge (UIC) gab es 1876 eine Fähre über den Eel River, später eine nur im Sommer aufgebaute Pontonbrücke. 1911 wurde eine feste Brücke gebaut, etwa zwei Jahre später wurde der Ort nach ihr benannt. Von hier führt die California State Route 211 in die Lost Coast nach Ferndale.
- Loleta (CDP, 783 Einwohner), der Name entstand aus „lalōekā“ aus der Sprache der Wiyot. Die Siedlung liegt am Highway 101, das Gemeindegebiet erstreckt sich jedoch bis an den mehrere Kilometer entfernten Ozean, dazu gehört auch die dazwischen liegende Table Bluff Reservation der Wiyot.
- Beatrice (UIC) wurde 1884 nach dem Vornamen der ersten Postmeisterin umbenannt. Vorher hieß der Ort Salmon Creek so wie der Bach, an dem er liegt.

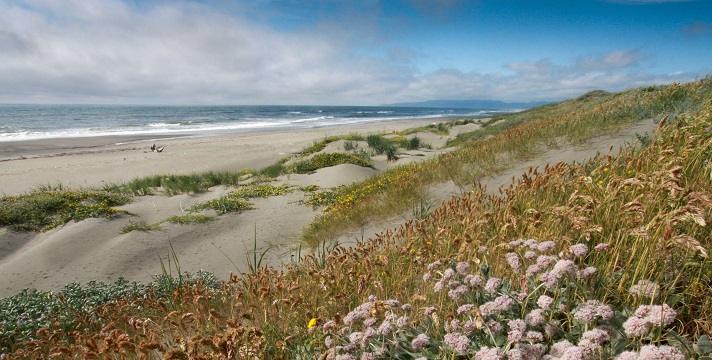
Humboldt Bay National Wildlife Refuge

- Das Vogelschutzgebiet Humboldt Bay National Wildlife Refuge liegt zwischen dem Highway und der Humboldt Bay.

### Küste und Highway 101 in der Mitte des Countys
In der Mitte des Humboldt County führt der Highway nahe an der Küste bzw. an der hier davor liegenden Humboldt Bay vorbei. Hier befinden sich
- Fields Landing, CDP an der Humboldt Bay mit 276 Einwohnern
- Pine Hills ist ein CDP mit 3131 Einwohnern, nicht zu verwechseln mit dem benachbarten Pine Hill
- Bayview, CDP mit 2510 Einwohnern direkt angrenzend an Pine Hills und Eureka, dazu gehört auch Pine Hill
- Eureka, City mit 27.027 Einwohnern
- Arcata, City mit 17.118 Einwohnern
- Der Mad River wird überquert.
- McKinleyville ist ein CDP mit 15.177 Einwohnern, aber trotz seiner Einwohnerzahl keine Stadt.
- Der Flughafen Arcata-Eureka liegt im nördlichen Teil von McKinleyville.
- Der Clam Beach ist ein großer Strand direkt am Highway 101.

### Küste und Highway 101 im Norden des Countys
Im Norden des Countys führt der Highway über Trinidad (286 Einwohner), das von 1850 bis 1854 Verwaltungssitz des damaligen Counties war, in einen weitläufigen Nationalpark. Größter Ort hier ist Orick mit 325 Einwohnern.

### Historisches Naturdenkmal Tuluwat
Ein wichtiges Dorf der Wiyot-Indianer hieß Tuluwat (auch Tolowot). Es befand sich auf der Gunther-Insel (auch als Indian Island bezeichnet) in der Humboldt Bay. Man schätzt, dass das Dorf um 900 n. Chr. gegründet wurde. Als archäologische Besonderheit gilt eine Abfallgrube mit Muschelschalen, die 24.000 m² groß und 4 m tief ist. Auf der Insel wurden beim Wiyot-Massaker von 1860 in der Nacht des 26. Februar 1860 zwischen 60 und 200 Männer, Frauen und Kinder vom Stamm der Wiyot getötet. Der berühmte Schriftsteller Bret Harte, der damals in Arcata (neben Eureka) wohnte, bezeugte die Gräueltat und zeichnete sie auf. Heute ist Tuluwat ein wichtiger archäologischer Fundort (offizieller Name „Gunther Island Site 67“) und ein nationales historisches Naturdenkmal („National Historic Landmark“).
53 weitere Bauwerke und Stätten des Countys sind im National Register of Historic Places eingetragen.

## Demografie

Alterspyramide der Humboldt Countys

Nach der Volkszählung im Jahr 2000 lebten im Humboldt County 126.518 Menschen. Davon wohnten 4073 Personen in Sammelunterkünften, die anderen Einwohner lebten in 51.238 Haushalten. Die Bevölkerungsdichte betrug 14 Einwohner pro Quadratkilometer. Es wurden 55.912 Wohneinheiten erfasst. Ethnisch betrachtet setzte sich die Bevölkerung zusammen aus 84,71 Prozent Weißen, 0,88 Prozent Afroamerikanern, 5,72 Prozent amerikanischen Ureinwohnern, 1,65 Prozent Asiaten, 0,19 Prozent Bewohnern aus dem pazifischen Inselraum und 2,45 Prozent aus anderen ethnischen Gruppen; 4,39 Prozent gaben die Abstammung von mehreren Ethnien an. 6,49 Prozent der Einwohner waren spanischer oder lateinamerikanischer Abstammung. 13,3 Prozent waren von deutscher Abstammung, 10,7 Prozent von irischer, 10,3 Prozent von englischer, 7,4 Prozent von amerikanischer und 5,7 Prozent von italienischer Abstammung.
Von den 51.238 Haushalten hatten 28,5 Prozent Kinder oder Jugendliche, die mit ihnen zusammen lebten. 43,1 Prozent waren verheiratete, zusammenlebende Paare, 11,8 Prozent waren allein erziehende Mütter und 40,2 Prozent waren keine Familien. 28,9 Prozent waren Singlehaushalte und in 9,2 Prozent lebten Menschen im Alter von 65 Jahren oder darüber. Die durchschnittliche Haushaltsgröße betrug 2,39, die durchschnittliche Familiengröße 2,95 Personen.
Die Bevölkerung verteilte sich auf 23,2 Prozent unter 18 Jahren, 12,4 Prozent von 18 bis 24 Jahren, 27,4 Prozent von 25 bis 44 Jahren, 24,5 Prozent von 45 bis 64 Jahren und 12,5 Prozent von 65 Jahren oder älter. Das durchschnittliche Alter (Median) betrug 36 Jahre. Auf 100 weibliche Personen kamen 97,7 männliche Personen und auf 100 erwachsene Frauen ab 18 Jahren kamen 95,6 Männer.
Das jährliche Durchschnittseinkommen eines Haushalts (Median) betrug 31.226 US-$, das Durchschnittseinkommen einer Familie 39.370 $. Männer hatten ein Durchschnittseinkommen von 32.210 $, Frauen 23.942 $. Das Prokopfeinkommen betrug 17.203 $. Unter der Armutsgrenze lebten 12,9 Prozent der Familien und 19,5 Prozent der Einwohner, darunter 22,5 Prozent der Einwohner unter 18 Jahren und 7,2 Prozent der Einwohner im Alter von 65 Jahren oder älter.